# Цутія Кейіті
Кейіті Цучія (土屋 圭市|Цучія Кейіті, 30 січня 1956, Томі, префектура Наґано, Японія) — легенда дрифту, отримав прізвисько «король дрифтингу» (англ. Drift King) за відмінне керування автомобілем у дрифті. Його автомобіль Toyota Sprinter Trueno, прозваний Хачі Року (букв. «Вісім шість») — став одним з найпопулярніших автомобілів в цьому виді спорту. Кейіті є переможцем безлічі чемпіонатів. У віці 47 років він оголосив про завершення професійної кар'єри. У 2006 році знявся в епізоді фільму «Потрійний форсаж: Токійський дрифт» в ролі рибалки, коментує дрифт головного героя.

## Біографія
Кейіті почав свою кар'єру з Fuji Freshman series в 1977 році. На відміну від водіїв, які стали відомими завдяки грошам або зв'язків в області автоспорту, Кейіті сам придбав свої навички у вуличних гонках. Його ім'ям як псевдонім називають учасників вуличних гонок (наприклад: Кайла Рудольфа, гонщика CMRA прозвали «Кейіті Цучія в мотоспорт», за те як він їздив перед виходом на трасу).

## Участь у перегонах
- 1977 Дебют в серії Freshman Фудзі.
- 1977—1984 участь в чемпіонаті Japan Touring Car.
- 1984 Fuji Freshman Series(Toyota AE86) = 6 перемог
- 1985 All Japan Touring Car Championship (Toyota AE86) 1 місце в класі 3
- 1986 Corolla Sprinter Cup 2 місце
- 1987 All Japan Touring Car Championship (Honda Civic) — 1 перемога
- 1988 Toyota Cup — 1 місце
- All Japan Touring Car Championship (BMW M30) — 3 класу 2
- Macau Guia race (BMW M3) − 4 місце
- 1989 All Japan F3 championship
- All Japan Touring Car championship (Ford Sierra Cosworth) — 1 перемога
- 1990 All Japan Touring Car championship (Ford Sierra Cosworth)
- Macau Guia race (Ford Sierra Cosworth)
- New Zealand Touring Car series (Toyota)
- 1991 All Japan F3 championship (Ralt-Mugen) — 10 місце
- All Japan Touring Car championship (Nissan Skyline GT-R) — 5 місце
- 1992 All Japan Touring Car championship (Nissan Skyline GT-R)
- 1993 All Japan Touring Car championship (Taisan Nissan Skyline GT-R) — 1 перемога
- Japan Endurance series (Honda Prelude) — 2nd Tsukuba 12-годин
- 1994 All Japan GT championship (Porsche 911T) — 1 перемога
- All Japan Touring Car championship (Honda Civic)
- Suzuka 1000 km (Porsche 911T) — 1 місце в класі, 2-е загальне
- Le Mans 24 Hours (Honda NSX) — 18 місце
- 1995 All Japan GT championship (Porsche911TRSR)
- All Japan Touring Car championship (Honda Civic)
- Suzuka 1000 km (Honda NSX) — 5-е загальне
- Tokachi 12 Hours (Honda NSX) — 1-е місце
- Le Mans 24 Hours (Honda NSX) — 1 місце в класі
- 1996 All Japan GT championship (Honda NSX) — 13 місце
- Entered NASCAR Thunder Special race at Suzuka
- Le Mans 24 Hours (Honda NSX) — 3 в своєму класі
- 1997 All Japan GT championship (Porsche 911/Dodge Viper)
- Fuji InterTec race (Toyota Chaser)
- Suzuka 1000 km (Lark McLaren F1 GTR) — 9 місце
- Entered NASCAR Thunder Special race at Suzuka
- Le Mans 24 Hours (Lark McLaren F1 GTR) кваліфікаваний 10-м, кинув гонку
- 1998 All Japan Touring Car championship (Toyota Chaser) — 7th overall 1998 All Japan Touring Car Championship (Toyota Chaser) — 7 загальний
- All Japan GT championship (Toyota Supra) — 8 місце
- Le Mans 24 Hours (Toyota GT-One) — 9 місце
- NASCAR at the California Speedway.
- 1999 Japan Touring Car Championship (Advan Altezza Touring car)
- Le Mans 24 Hours (Toyota GT-One) — 2 місце
- 2000 Le Mans 24 Hours (Panoz LMP-1 Roadster-S) — 8 місце
- 2000—2003 знову приєднався до команди ARTA racing an NSX в All Japan GT championship.